# 平潭海峡公铁大桥
平潭海峡公铁大桥是中国第二座公铁两用跨海大桥，建成後便取代香港的青馬大橋的位置，這橋位于福建省福州市，跨越海坛海峡北口，连接大陆一侧的长乐区松下镇和海坛岛上的平潭县苏澳镇。是世界上總長度最長的跨海峽公鐵兩用大橋（不計算橋墩之間跨度），下層設計為時速200公里的雙線一級鐵路，上層設計為時速100公里的高速公路。
平潭海峽常有颱風經過，與百慕達、好望角為世界三大風口海域，被稱為「建橋禁區」，波流力的影響是常規長江等內河橋樑10倍以上，中鐵大橋局歷時多年策劃耗資3.4億元人民幣專門為此橋打造了架梁用「大橋海鷗號」，是一艘自航雙臂架變幅式起重船，起重能力達3600噸以克服此一施工環境。

## 线路走向
大桥线路起于长乐区松下镇，向南在松下港规划的山前作业区与牛头湾作业区之间入海，经人屿岛，跨越松下港区进港航道（即元洪航道）和鼓屿门水道，再依次穿过塘屿岛和小练岛，跨越大小练岛水道抵达大练岛，再向东南跨越海坛海峡北东口水道后上岸，到达海坛岛苏澳镇。是福平铁路和长乐至平潭高速公路的关键性控制工程，也是合福高速铁路的延伸，以及国家高速公路网京台高速公路的重要组成部分。大桥公路桥全长15.6741公里，铁路桥全长16.3217公里，其中公铁合建长度14.3991公里。

## 设计
大桥通航孔主桥为双索面钢桁混合梁斜拉桥，采用双层桥面布置，上层为双向六车道高速公路，设计速度100公里/小时；下层为Ｉ级双线铁路，设计速度200公里/小时 。由中铁大桥勘测设计院负责勘测设计，中铁大桥局和中铁十三局分别负责施工。大桥于2013年10月30日随福平铁路同时开工建设，建设工期5年半，预计2020年建成通车。
桥梁主体从北向南依次由元洪航道桥、鼓屿门水道桥、大小练岛水道桥三座通航孔主桥，以及大练岛特大桥、舍仁宫大桥、海坛海峡北东口水道特大桥组成。
其中，三座通航孔主桥均为钢桁混合梁斜拉桥：
- 元洪航道桥，跨距布置采用132+196+532+196+132=1,188米；通航净空高度54米，满足50,000吨级船舶双向通航[9]。
- 鼓屿门水道桥，跨距布置采用128+154+364+154+128=928米；满足5,000吨级船舶单孔双向通航[10]。
- 大小练岛水道桥，跨距布置采用80+140+336+140+80=776米；满足50,000吨级船舶通航[10]。

其它非通航孔引桥根据墩高、水深及地质条件分别采用80米和88米的简支钢桁结合梁，以及48米和40米的混凝土梁。
大练岛至海坛岛之间设有三座桥梁，其中：
- 大练岛特大桥，铁路为19×40米+4×32米简支梁，公路为4×40米连续梁＋4×40米连续梁+6×40米连续梁+5×40米连续梁+4×32米连续梁；
- 舍仁宫大桥，铁路为4×32米简支梁，公路为4×32米连续梁；
- 海坛海峡北东口水道特大桥，主桥采用（92+2×168+92）米连续刚构桥，主跨168米×2，满足500吨级船舶单孔双向通航；引桥最长跨度64米[6]。

其它非通航孔引桥根据墩高、水深及地质条件分别采用80米和88米的简支钢桁结合梁，48米和40米的混凝土箱梁，以及64米、40米、32米的简支梁或连续梁。

## 建设历程
- 2012年3月7日，大桥通过交通运输部的海上通航论证[9]。
- 2013年5月27日，大桥初步设计获得中国铁路总公司和福建省人民政府联合批复[12]。
- 2013年10月30日，平潭海峡公铁大桥开工建设[7]。
- 2014年5月6日，大桥首桩在人屿岛正式开钻。标志着大桥主体工程正式开始施工[13]。
- 2014年6月1日，大桥首桩灌注完成。该桩桩深18米，直径2米[14]。
- 2017年8月24日，桥墩全部完成，首组桥面横梁架设成功[2]。
- 2019年5月12日，简支钢桁梁全部架设完成，预计2019年10月31日开始铺轨。[15]
- 2019年6月5日，元洪航道桥合龙，为平潭海峡公铁大桥最大跨度的航道桥。[16]
- 2019年7月17日，最后一孔混凝土刚构梁合龙。[17]
- 2019年9月25日，全桥贯通[18]，被最后吊装的是鼓屿门水道桥中点的钢桁梁[19]。
- 2019年11月9日，在大小练岛水道桥左幅公路一段100米长的钢桥面上进行沥青混凝土浇筑式施工试验。10日开始全桥沥青施工。[20]
- 2019年12月22日，大桥开始铺轨。[21]
- 2020年10月1日，大桥公路面试通车[22]。
- 2020年12月26日，大桥铁路部分（福平铁路）建成通车[1]